# Hainfelder Straße
Die Hainfelder Straße B 18 ist eine Landesstraße B in Niederösterreich und ehemalige Bundesstraße in Österreich mit einer Länge von 55,7 km. Sie führt von Günselsdorf im Wiener Becken über Leobersdorf (Anbindung an die Südautobahn A 2) und Berndorf durch das Triestingtal, über den Gerichtsberg, Hainfeld und das Gölsental nach Traisen im Mostviertel. Die Hainfelder Straße stellt eine Verbindung der Wiener Neustädter Straße B 17 und der Mariazeller Straße B 20 dar.
Schon lange vor der Einführung der LKW-Maut war diese Strecke eine beliebte Abkürzung von der West Autobahn zur Süd Autobahn und umgekehrt. Sie war nicht nur kürzer, sondern umfuhr auch die neuralgische Strecke der Wiener Außenringautobahn. Da die Straße aber durch die Enge der Täler zum großen Teil durch die Orte selbst führt, stellte dies eine große Belastung der Bevölkerung dar. Aus diesem Grund wurde zuerst in der Nacht, später ein totales LKW-Fahrverbot erlassen. Erlaubt ist nur mehr der Quell- und Zielverkehr der anliegenden Orte.

## Geschichte
Die Hirtenberger Straße erschloss das Triestingtal und wurde 1823 bis Altenmarkt fertiggestellt. Sie besaß zwei Mautstationen in Hirtenberg und Altenmarkt, die 1824 in Betrieb genommen wurden und der Staatskasse 1834 jährlich 4.600 Gulden einbrachten. Seit dem 1. November 1827 bestanden zwei weitere Mautstationen in Gersthof und Reinfeld, die der Staatskasse 1834 weitere 2.500 Gulden einbrachten. Bis 1856 hatte sich der Verkehr auf der Hirtenberger Straße soweit gesteigert, dass die Gesamteinnahmen des Staates rund 10.000 Gulden erreichten. Wegen ihrer geringen überregionalen Bedeutung wurde diese Straße 1869 dem Land Niederösterreich übergeben und als Landesstraße geführt.
Nach dem „Anschluss Österreichs“ wurde diese Straße im Zuge der Vereinheitlichung des Straßensystems am 1. April 1940 in eine Landstraße I. Ordnung umgewandelt und als L.I.O. 55 bezeichnet. Am 23. März 1942 wurde sie durch einen Erlass des Generalinspekteurs für das Deutsche Straßenwesen zur Reichsstraße erklärt und als Reichsstraße 410 bezeichnet.
Die Hainfelder Straße gehörte seit dem 1. April 1948 zum Netz der Bundesstraßen.
Nach einem Felssturz am Abend des 11. Dezember 2023 bei Altenmarkt an der Triesting fuhren 2 Pkw bei Dunkelheit auf Geröll auf und verloren Motoröl durch beschädigte Ölwannen. Die Straße wurde noch abends Die Sperre der B18 reicht von der Abzweigung Hafnerberg bis Weissenbach an der Triesting gesperrt.